# 山田温泉 (長野県)
山田温泉（やまだおんせん）は、長野県上高井郡高山村（旧国信濃国）にある温泉。信州高山温泉郷の中心的な温泉。

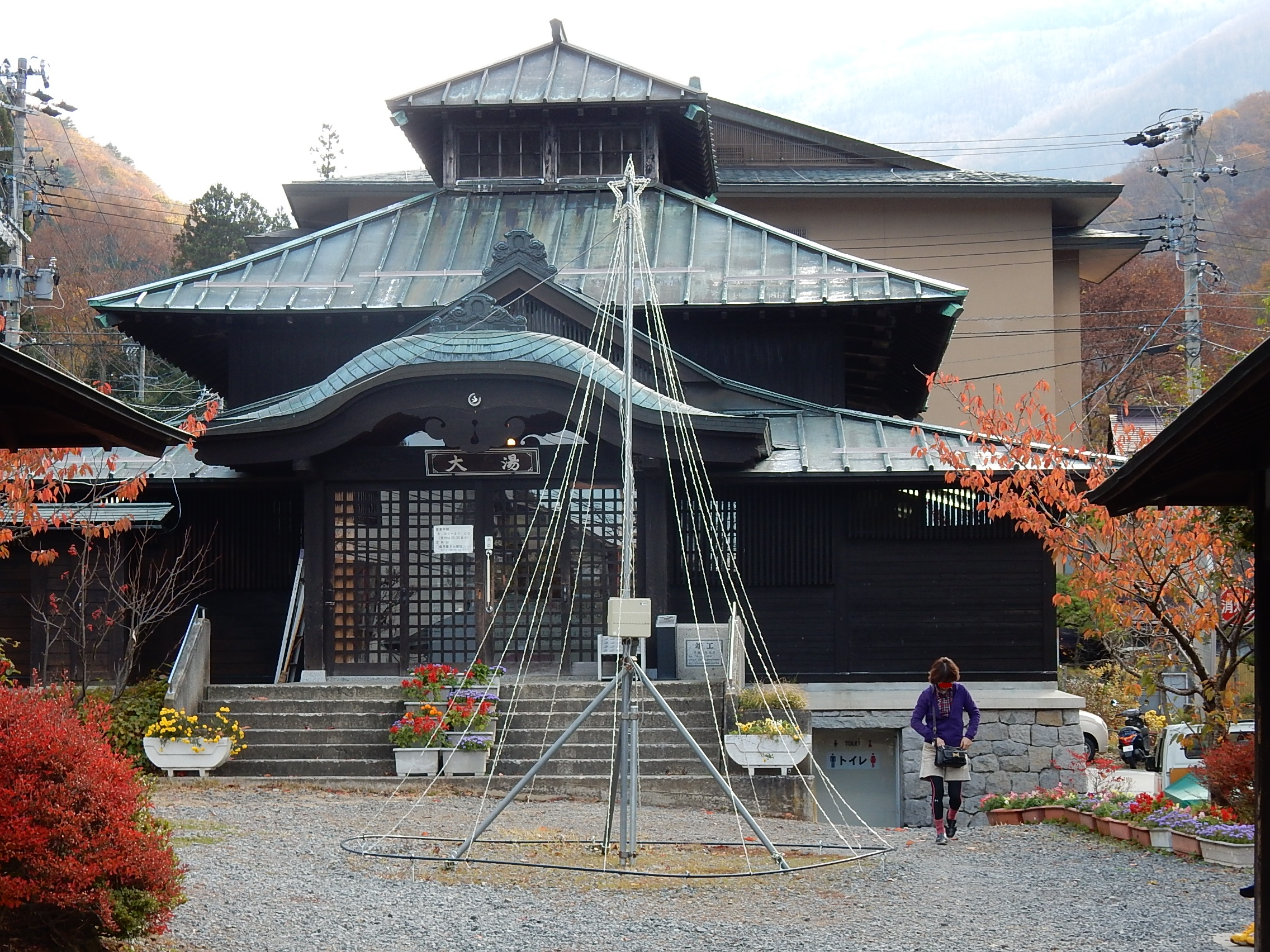
長野県高山村にある山田温泉大湯

## 泉質
- 含硫黄 - ナトリウム - カルシウム - 塩化物泉（硫化水素型）
- 源泉温度50〜70℃
- 白い糸状の湯の花が浴槽に多く舞っているのが特徴である。

## 温泉街
信州高山温泉郷の中心的な温泉地である。
共同浴場大湯の周りに9軒の旅館が点在する。仏閣を思わせる外観の大湯は、温泉地のシンボルである。大湯前には足湯もある。
また、地元住民及び宿泊客専用の共同浴場滝の湯もある。
温泉街の近くには山田温泉キッズスノーパークがある。

## 歴史
温泉の発見は800年前とされる。1798年に現在の場所に引湯され、温泉街が形成されていった。
小林一茶、種田山頭火、森鷗外、与謝野鉄幹、与謝野晶子、若山牧水など多くの文人が訪れたことがある。
特に森鴎外は山田温泉にほれ込み、藤井荘の主人あてに土地購入を交渉する書簡を出した経緯もある。

## アクセス
- 車：上信越自動車道須坂長野東ICより約30分。
- 鉄道：長野電鉄長野線：須坂駅（バス、タクシー）

## 周辺観光スポット
- 山田温泉キッズスノーパーク（山田温泉スキー場）
- YAMABOKUワイルドスノーパーク（山田牧場スキー場）
- 五色温泉
- 七味温泉
- 松川渓谷
- 雷滝
- 八滝
- 高山村五大桜　シダレザクラ（枝垂れ桜）（村内各地）
- 福島正則屋敷跡
- 歴史公園信州高山一茶ゆかりの里一茶館